# 大祥区
大祥区是中国湖南省邵阳市所辖的一个市辖区。区域总面积为208平方公里，总人口约33万人。是邵阳市的政治、經濟文教、金融、商貿、交通中心。区人民政府駐敏州西路。

## 行政区划
大祥区下辖11个街道办事处、1个镇、2个乡：
中心路街道、红旗路街道、城北路街道、城西街道、翠园街道、百春园街道、城南街道、火车南站街道、学院路街道、雨溪街道、檀江街道、罗市镇、蔡锷乡和板桥乡。

## 人口
根據第七次人口普查數據，截至2020年11月1日零時，大祥區常住人口為362289人。